# Фани и Александар
Фани и Александар (швед. Fanny och Alexander) је филм Ингмара Бергмана снимљен 1982. године. Награђен је Оскаром за најбољи филм на страном језику.

## Кратак садржај
Година је 1907. Александар, његова сестра Фани и други чланови породице Екдал живе у шведском граду Упсали. Обоје су срећни, све док им отац Оскар изненада не умире, а мајка Емилија се поново удаје, овог пута за протестантског бискупа Едварда Вергеруса. Он је човек од ауторитета и строгости. Терорише чланове породице. У помоћ стиже њихов пријатељ Исак Јакоби.

## Главне улоге
| Глумац        | Улога            |
| ------------- | ---------------- |
| Гун Валгрен   | Хелена Екдал     |
| Пернила Алвин | Фани Екдал       |
| Бертил Гуве   | Александар Екдал |
| Мона Алм      | Алма Екдал       |
| Јарл Куле     | Густав Екдал     |